# Brush-Gletscher
Der Brush-Gletscher ist ein auslander Gletscher an der Walgreen-Küste des westantarktischen Marie-Byrd-Lands. Im Nordwesten der Bear-Halbinsel fließt er in westlicher Richtung zum Dotson-Schelfeis, das er nördlich des Jeffery Head erreicht.
Der United States Geological Survey kartierte ihn anhand eigener Vermessungen und Luftaufnahmen der Operation Highjump (1946–1947) vom Januar 1947. Das Advisory Committee on Antarctic Names benannte ihn 1967 nach Bernard Eugene Brush (1941–2007), Ingenieur auf einer Nebenstation der Byrd-Station im Jahr 1966.